# Комитет по стандартизация на сръбския език
Комитетът по стандартизация на сръбския език (на сръбски: Одбор за стандардизацију српског језика) е организация в Белград, Сърбия.
Той е работен орган, който „трябва да обезпечи систематично стандартизиране на сръбския език, с екавски и иекавски говор, всеобщо и в частност, и изработката на определени документи и ръководства, както и взимането на законодателни актове, чрез които да се обезпечи приемането на авторитетни нововъведения в нормативната уредба и в практиката“.
Основан е на 12 декември 1997 година, в Белград.
Основателите на Комитета са:
- Сръбската академия на науките и изкуствата (САНИ),
- Черногорската академия на науките и изкуствата (ЦАНИ),
- Академия на науките и изкуствата на Република Сръбска (АНИРС),
- Матица сръбска,
- Институтът за сръбски език в Белград,
- Филологическият факултет на Белградския университет и Филологическият факултет на Прищинския университет,
- Философският факултет на Новисадския, Никшичкия, Нишкия, Сараевския и Банялужкия университет,
- Крагуевацкият университет
- Сръбското книжовно дружество в Белград